# Carson (cràter)
Carson és un cràter d'impacte en el planeta Venus de 38,8 km de diàmetre. Porta el nom de Rachel Carson (1907-1964), biòloga marina, ecologista i escriptora estatunidenca, i el seu nom va ser aprovat per la Unió Astronòmica Internacional el 1991.